# Cauchas
Cauchas is een geslacht van vlinders van de familie langsprietmotten (Adelidae).

## Soorten
- C. albiantennella (Burmann, 1943)
- C. anatolica (Rebel, 1902)
- C. breviantennella Nielsen & Johansson, 1980
- C. canalella (Eversmann, 1844)
- C. fibulella

Dwerglangsprietmot (Denis & Schiffermüller, 1775)
- C. florella (Staudinger, 1871)
- C. leucocerella (Scopoli, 1763)
- C. rufifrontella (Treitschke, 1833)
- C. rufimitrella

Pinksterbloemlangsprietmot (Scopoli, 1763)
- C. tridesma (Meyrick, 1912)